# Comuna Dusîno, Svaleava
Dusîno (în ucraineană Дусино) este o comună în raionul Svaleava, regiunea Transcarpatia, Ucraina, formată din satele Dusîno (reședința), Lopușanka, Plavea și Rosoș.

## Demografie
Componența lingvistică a comunei Dusîno
     Ucraineană (98,6%)
     Rusă (1,24%)
     Alte limbi (0,12%)
Conform recensământului din 2001, majoritatea populației comunei Dusîno era vorbitoare de ucraineană (98,6%), existând în minoritate și vorbitori de rusă (1,24%).